# Deadweight
Deadweight è il secondo album in studio dei Wage War, band metalcore statunitense, pubblicato il 4 agosto 2017 dalla Fearless Records.

## Il disco
Come l'album precedente, Blueprints, è stato registrato ai Wade Studios di Orlando e prodotto da Jeremy McKinnon e Andrew Wade. Il disco è stato anticipato dai singoli e relativi video di Stitch, Don't Let Me Fade Away e Witness (il video di quest'ultimo è però uscito solo il 5 agosto).

## Accoglienza
Il disco è stato recensito con un voto di 7,5/10 da metalinjections.net.

## Tracce
1. Two Years – 1:16
2. Southbound – 2:58
3. Don't Let Me Fade Away – 4:09
4. Stitch – 3:27
5. Witness – 3:54
6. Deadweight – 3:37
7. Gravity – 3:54
8. Never Enough – 3:12
9. Indestructible – 4:14
10. Disdain – 2:03
11. My Grave Is Mine To Dig – 3:26
12. Johnny Cash – 3:56

Durata totale: 40:06

## Formazione
- Briton Bond – voce death
- Cody Quistad – chitarra ritmica e voce melodica
- Seth Blake – chitarra solista e cori
- Chris Gaylord – basso e cori
- Stephen Kluesener – batteria